# Kompania graniczna KOP „Kołtyniany”
Kompania graniczna KOP „Kołtyniany” – pododdział graniczny Korpusu Ochrony Pogranicza pełniący służbę ochronną na granicy polsko-litewskiej.

## Geneza
Do czasu zakończenia wojny polsko-bolszewickiej, czyli do jesieni 1920, wschodnią granicę państwa polskiego wyznaczała linia frontu. Dopiero zarządzeniem z 6 listopada 1920 utworzono Kordon Graniczny Ministerstwa Spraw Wojskowych. W połowie stycznia 1921 zmodyfikowano formę ochrony granicy i rozpoczęto organizowanie Kordonu Granicznego Naczelnego Dowództwa WP. Obsadzony on miał być przez żandarmerię polową i oddziały wojskowe. Latem 1921 ochronę granicy wschodniej postanowiło powierzyć Batalionom Celnym. W Nowych Święcianach rozmieszczono dowództwo i pododdziały sztabowe 43 batalionu celnego, a jego 2 kompania stacjonowała w Kołtynianach.
W drugiej połowie 1922 przeprowadzono kolejną reorganizację organów strzegących granicy wschodniej. 1 września 1922 bataliony celne przemianowano na bataliony Straży Granicznej.
Już w następnym roku zlikwidowano Straż Graniczną, a z dniem 1 lipca 1923 pełnienie służby granicznej na wschodnich rubieżach powierzono Policji Państwowej.
W sierpniu 1924 podjęto uchwałę o powołaniu Korpusu Ochrony Pogranicza – formacji zorganizowanej na wzór wojskowy, a będącej w etacie Ministerstwa Spraw Wewnętrznych.

## Formowanie i zmiany organizacyjne
W drugim etapie organizacji Korpusu Ochrony Pogranicza, w 1925 sformowano 20 batalion graniczny , a w jego składzie 3 kompanię graniczną KOP. W listopadzie 1936 kompania liczyła 2 oficerów, 10 podoficerów, 6 nadterminowych i 91 żołnierzy służby zasadniczej.
W 1939 3 kompania graniczna KOP „Kołtyniany” nadal podlegała dowódcy batalionu KOP „Nowe Święciany”.

## Służba graniczna
Podstawową jednostką taktyczną Korpusu Ochrony Pogranicza przeznaczoną do pełnienia służby ochronnej był batalion graniczny. Odcinek batalionu dzielił się na pododcinki kompanii, a te z kolei na pododcinki strażnic, które były „zasadniczymi jednostkami pełniącymi służbę ochronną”, w sile półplutonu. Służba ochronna pełniona była systemem zmiennym, polegającym na stałym patrolowaniu strefy nadgranicznej i tyłowej, wystawianiu posterunków alarmowych, obserwacyjnych i kontrolnych stałych, patrolowaniu i organizowaniu zasadzek w miejscach rozpoznanych jako niebezpieczne, kontrolowaniu dokumentów i zatrzymywaniu osób podejrzanych, a także utrzymywaniu ścisłej łączności między oddziałami i władzami administracyjnymi. Miejscowość, w którym stacjonowała kompania graniczna, posiadała status garnizonu Korpusu Ochrony Pogranicza.
3 kompania graniczna „Kołtyniany” w 1934 ochraniała odcinek granicy państwowej szerokości 31 kilometrów 220 metrów.
Sąsiednie kompanie graniczne:
- 1 kompania graniczna KOP „Orniany” ⇔ 2 kompania graniczna KOP „Kozaczyzna” – 1929[13], 1932[14], 1934[15]
- 1 kompania graniczna KOP „Orniany” ⇔ 2 Kompania graniczna KOP „Ignalino” – 1931[16] , 1938[17]

## Struktura organizacyjna
Strażnice kompanii w latach 1929–1931 
- strażnica KOP „Kumielin” (Kumolin)
- strażnica KOP „Baranowo”[c]
- strażnica KOP „Postawiszki”[d]
- strażnica KOP „Antoledzie”[e]
- strażnica KOP „Kurynie”[f]
- strażnica KOP „Łyngmiany”[g]
- strażnica KOP „Antołksna”[h]

Strażnice kompanii w latach 1932–1938
- strażnica KOP „Baranowo”
- strażnica KOP „Postawiszki”
- strażnica KOP „Antoledzie”
- strażnica KOP „Kurynie”
- strażnica KOP „Łyngmiany”
- strażnica KOP „Antołksna”

Strażnice kompanii we wrześniu 1939
- strażnica KOP „Baranów”[j] (?)
- strażnica KOP „Postawiszki”
- strażnica KOP „Kurynie”
- strażnica KOP „Antoledzie”
- strażnica KOP „Łyngmiany”

## Dowódcy kompanii
- kpt. Józef Bieniek (był 30 IX 1928 − )[20]
- kpt. Emil Bril (7 IV 1930 − 25 III 1931 → przeniesiony do 4 pp Leg)[20]
- kpt. Nikodem Walentynowicz (7 III 1931 − )[20]
- kpt. Witold Świda (3 II 1934 − )[20]
- kpt. Stanisław Czerwiński[k]